# Martin-chasseur mignon
Lacedo pulchella
Genre
Espèce
Statut de conservation UICN

 LC  : Préoccupation mineure
Le Martin-chasseur mignon (Lacedo pulchella) est une espèce d'oiseaux de la famille des Alcedinidae, seule espèce du genre Lacedo.

## Répartition
Son aire de répartition s'étend de la Birmanie, à la Thaïlande, au Cambodge, au Viêt Nam et au Laos, en Malaisie et à Brunei, jusqu'à Sumatra et Java. Il a disparu de Singapour.

## Description
Ce Martin-chasseur mesure environ 20 cm

## Habitat
Cet oiseau vit dans les forêts pluviales tropicales.
Comme bien d'autres martins-chasseurs, il n'est pas dépendant des cours d'eau et des étangs dans son habitat forestier.

## Nutrition
Le martin-chasseur mignon est carnivore.
Il se nourrit d'orthoptères en général (criquets et grillons), de cigales, phasmes, coléoptères et de larves.
Il capture parfois des petits lézards.

## Reproduction
Le martin-chasseur mignon creuse son nid dans un tronc pourrissant jusqu'à 3 mètres de haut ou dans une termitière arboricole. Il pond de 2 à 5 œufs (entre février et mai en Thaïlande).